# Laothoe amurensis
Laothoe amurensis is een vlinder uit de familie pijlstaarten (Sphingidae). De spanwijdte bedraagt tussen de 71 en 98 millimeter.
De vlinder komt voor in het noordelijk deel van het Palearctisch gebied.
De rupsen hebben de ratelpopulier en wilg als waardplant.